# Infantes
Infantes är en ort i Spanien.   Den ligger i provinsen Provincia de Ciudad Real och regionen Kastilien-La Mancha, i den centrala delen av landet, 200 km söder om huvudstaden Madrid. Infantes ligger 885 meter över havet och antalet invånare är 5 835.
Terrängen runt Infantes är platt. Runt Infantes är det glesbefolkat, med 9 invånare per kvadratkilometer. Infantes är det största samhället i trakten. Trakten runt Infantes består till största delen av jordbruksmark.